# 잔지바르 북부주

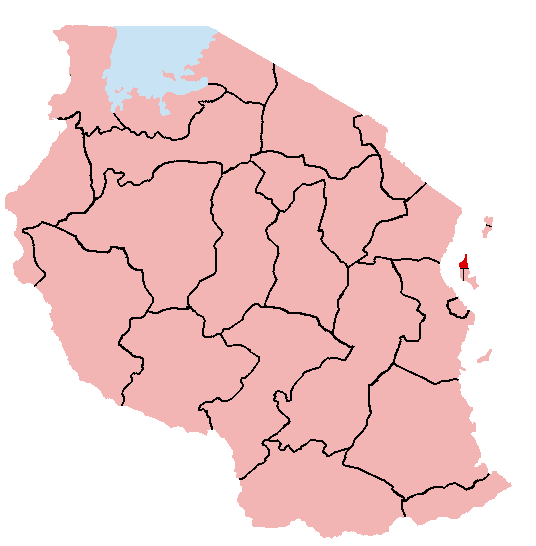
잔지바르 북부주의 위치

잔지바르 북부주(영어: Zanzibar North, 스와힐리어: Unguja Kaskazini)는 탄자니아 동부 인도양에 있는 웅구자섬(잔지바르섬) 북부에 위치한 주로, 주도는 므코코토니이며 인구는 136,953명(2002년 기준)이다. 남쪽으로는 잔지바르 중부·남부주, 잔지바르 도시·서부주와 인접해 있으며 잔지바르 해협을 경계로 탕가주, 프와니주와 인접해 있다.